# كتلة غران ساسو

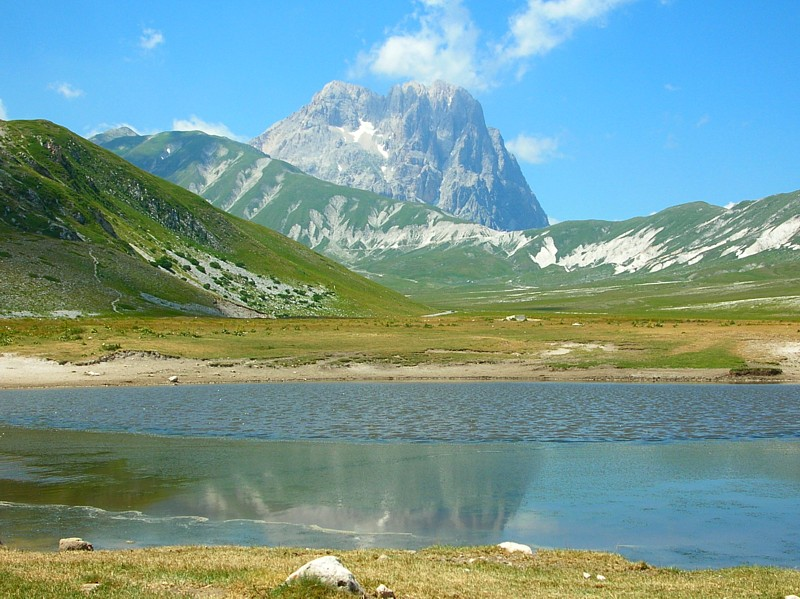
جبل غران ساسو

غران ساسو هو جبل يقع في منطقة أبروتسو وسط إيطاليا. يشكل غران ساسو محور حديقة غران ساسو ومونتي ديلا لاغا الوطنية التي تأسست في عام 1993 وهو أعلى الجبال في إيطاليا القارية جنوبي جبال الألب، ويشكل جزءًا من الأبينيني التي تمتد على طول كامل شبه الجزيرة الإيطالية. تيرامو ولاكويلا هما أقرب المدن إلى غران ساسو، بينما أسيرجي عند قاعدة الجبل هي أقرب قرية بينما تبعد روما 132 كم.